# Brett Gardner
Brett Michael Gardner (Holly Hill, 24 agosto 1983) è un giocatore di baseball statunitense, esterno sinistro per i New York Yankees della Major League Baseball (MLB).

## Carriera
Gardner venne selezionato nel 2005 al 3º giro del draft amatoriale della MLB dai New York Yankees come 109ª scelta.
Ha vinto una World Series nel 2009. Nel 2011 ha concluso al primo posto nell'American League in basi rubate (49).

## Statistiche
Gardner debuttò nella MLB il 30 giugno 2008, allo Yankee Stadium di New York City contro i Texas Rangers. Nella sua prima stagione in major league giocò 42 partite.
Nel 2009 entrò a far parte della formazione titolare della squadra come esterno centro. Giocò 107 partite con 48 punti segnati e 23 basi rubate.
Nel 2010 Gardner giocò 150 partite segnando 97 punti (9º nell'American League), con 47 basi rubate (3º in AL) e una media battuta (AVG) di. 277.
Nel 2011 chiuse la stagione con 159 partite, arrivando primo della lega in basi rubate (49), con 87 punti segnati e 8 tripli (8º in AL).

## Palmarès
- (1) World Series (2009)
- (1) American League All-Star (2015)
- (1) AL Rawlings Gold Glove (2016)
- (3) AL Giocatore della settimana (10 giugno 2013, 4 agosto 2014, 29 giugno 2015)